# Ga Sindang
Ga Sindang (Tiếng Hàn: 신당역, Hanja: 新堂驛)  là ga trung chuyển cho Tàu điện ngầm Seoul tuyến 2 và Tàu điện ngầm Seoul tuyến 6 ở Sindang-dong, Jung-gu, Seoul. 

## Lịch sử
- 30 tháng 6 năm 1983: Tên ga được quyết định là Ga Sindang[4]
- 16 tháng 9 năm 1983: Bắt đầu hoạt động với việc khai trương Tàu điện ngầm Seoul tuyến 2 đoạn Euljiro 1(il)-ga ~ Seongsu
- 15 tháng 12 năm 2000: Khai trương Tàu điện ngầm Seoul tuyến 6 đoạn Eungam ~ Sangwolgok và mở ga Sindang tuyến 6
- 3 tháng 8 năm 2001: Khai trương hành lang trung chuyển giữa Tuyến 2 và 6

## Bố trí ga

### Tuyến số 2 (B2F)
| Công viên Lịch sử & Văn hóa Dongdaemun ↑ |
| \| Vòng ngoài                            |
| ↓ Sangwangsimni                          |

| Vòng ngoài | ●Tuyến 2 | ← Hướng đi Euljiro 3(sam)-ga · Tòa thị chính · Đại học Hongik · Văn phòng Yeongdeungpo-gu |
| Vòng trong | ●Tuyến 2 | → Hướng đi Wangsimni · Seongsu · Jamsil · Gangnam →                                       |

| Tuyến và hướng                                  | Chuyển tuyến nhanh |
| ----------------------------------------------- | ------------------ |
| Tuyến 2 (Vòng trong: Hướng Wangsimni) → Tuyến 6 | 10-4               |
| Tuyến 2 (Vòng ngoài: Hướng Sinchon) → Tuyến 6   | 1-1                |

### Tuyến số 6 (B3F)
| Cheonggu ↑ |
| E/B W/B \| |
| ↓ Dongmyo  |

| Hướng Tây  | ●Tuyến 6 | ← Hướng đi Cheonggu · Gongdeok · Hapjeong · Eungam        |
| Hướng Đông | ●Tuyến 6 | → Hướng đi Dongmyo · Anam · Seokgye · Taereung · Sinnae → |

| Tuyến và hướng                        | Chuyển tuyến nhanh |
| ------------------------------------- | ------------------ |
| Tuyến 6 (Hướng Sinnae) → Tuyến 2      | 8-4                |
| Tuyến 6 (Hướng vòng Eungam) → Tuyến 2 | 1-1                |

## Xung quanh nhà ga
| Lối ra \| 나가는 곳 \| Exit \| 出口           | Lối ra \| 나가는 곳 \| Exit \| 出口 |
| --------------------------------------------- | --- |
| Sử dụng phòng chờ tại Ga Sindang trên Tuyến 2 | |
| 1                                             | Chợ Jungang |
| 2                                             | Trung tâm cộng đồng Hwanghak-dong Chợ Jungang Hwanghak-dong Lotte Castle Trường Cheonggyecheon Hwanghak Wangsimni Centras APT Phố bếp Hwanghak-dong                                                                                                  |
| 3                                             | Trung tâm cộng đồng Sindang 5-dong Trường trung học Seongdong Trường tiểu học Shindang Sindang Hyundai APT Đồi thông Sindang Hana Yubora Trung tâm phúc lợi cộng đồng Yurak, Trung tâm phúc lợi cộng đồng Jung-gu Sindang KCC Switzen APT            |
| 4                                             | Trung tâm cảnh sát Sindang |
| Sử dụng phòng chờ tại Ga Sindang trên Tuyến 6 | |
| 5                                             | Sindang 5-dong Trung tâm cảnh sát Sindang |
| 6                                             | Trung tâm Thương mại Phụ nữ Jung-gu Trường Tiểu học Heungin Trung tâm cộng đồng Donghwa-dong Trung tâm tư vấn thanh thiếu niên Hàn Quốc Trường tiểu học Cheonggu                                                                                     |
| 7                                             | Sindang-dong, Dasan-dong Trung tâm cộng đồng Sindang-dong Trường tiểu học Jangchung Làng Tteokbokki Sindang-dong Trung tâm cộng đồng Jangchung-dong                                                                                                  |
| 8                                             | Trạm cứu hỏa Jungbu Trung tâm Y tế Công cộng Jung-gu Làng Tteokbokki Sindang-dong Ngã tư Gwanghui-dong Gwanghuimun |
| 9                                             | Bưu điện Heungin-dong Khu vực Gwanghui Trung tâm nghệ thuật Chungmu (Trung tâm thể thao) Trường trung học quản lý toàn cầu Seongdong Trường trung học cơ sở Hanyang, trường trung học kỹ thuật Hanyang Công viên Văn hóa và Lịch sử Dongdaemun (DDP) |
| 10                                            | Cheonggyecheon Cầu Dasan Trường tiểu học Gwanghee Chợ Cheongpyeonghwa Trụ sở di động của Cơ quan cảnh sát thủ đô Seoul Trung tâm nghệ thuật Chungmu (Trung tâm thể thao)                                                                             |
| 11                                            | Hwanghak-dong Trường trung học kỹ thuật Seongdong Cheonggyecheon Cầu Dasan Trường Cheonggyecheon Hwanghak |
| 11-1                                          | Hwanghak-dong Doosan We've The Zenith |
| 12                                            | Trung tâm An toàn Công cộng Hwanghak Chợ Jungang Hướng Sangwangsimni |

## Thay đổi hành khách
| Năm                                        | Số lượng hành khách (người) | Số lượng hành khách (người) | Tổng cộng | Ghi chú |   |   |  |
| ------------------------------------------ | --------------------------- | --------------------------- | --------- | ------- | - | - |  |
| Năm                                        | 1994                        | 51,446                      | Tổng cộng | Ghi chú | — | — |  |
| 1995                                       | 53,169                      |                             |           |         | — | — |  |
| 1996                                       | 51,456                      | —                           |           |         |   | — |  |
| 1997                                       | 45,668                      | —                           |           |         |   | — |  |
| 1998                                       | 43,220                      | —                           |           |         |   | — |  |
| 1999                                       | —                           | —                           |           |         |   | — |  |
| 2000                                       | 40,051                      | 4,411                       | 44,462    | [ 5 ]   |   |   |  |
| 2001                                       | 37,189                      | 9,217                       | 46,406    | [ 6 ]   |   |   |  |
| 2002                                       | 34,871                      | 13,677                      | 48,548    |         |   |   |  |
| 2003                                       | 33,762                      | 14,301                      | 48,063    |         |   |   |  |
| 2004                                       | 32,660                      | 14,283                      | 46,943    |         |   |   |  |
| 2005                                       | 32,712                      | 16,228                      | 48,940    |         |   |   |  |
| 2006                                       | 31,656                      | 17,406                      | 49,062    |         |   |   |  |
| 2007                                       | 29,761                      | 16,231                      | 45,992    |         |   |   |  |
| 2008                                       | 28,140                      | 14,889                      | 43,029    |         |   |   |  |
| 2009                                       | 27,361                      | 15,417                      | 42,778    |         |   |   |  |
| 2010                                       | 27,644                      | 15,912                      | 43,556    |         |   |   |  |
| 2011                                       | 28,097                      | 16,751                      | 44,848    |         |   |   |  |
| 2012                                       | 28,361                      | 16,361                      | 44,722    |         |   |   |  |
| 2013                                       | 29,546                      | 16,506                      | 46,052    |         |   |   |  |
| 2014                                       | 31,003                      | 16,546                      | 47,549    |         |   |   |  |
| 2015                                       | 31,033                      | 16,605                      | 47,638    |         |   |   |  |
| 2016                                       | 31,210                      | 16,687                      | 47,897    |         |   |   |  |
| 2017                                       | 30,981                      | 17,242                      | 48,223    |         |   |   |  |
| 2018                                       | 30,800                      | 18,092                      | 48,892    |         |   |   |  |
| 2019                                       | 30,786                      | 18,213                      | 48,999    |         |   |   |  |
| 2020                                       | 23,357                      | 13,217                      | 36,574    |         |   |   |  |
| 2021                                       | 23,646                      | 13,708                      | 37,354    |         |   |   |  |
| 2022                                       | 26,041                      | 15,072                      | 41,113    |         |   |   |  |
| Nguồn                                      |                             |                             |           |         |   |   |  |
| : Phòng dữ liệu Tổng công ty Vận tải Seoul |                             |                             |           |         |   |   |  |

## Hình ảnh

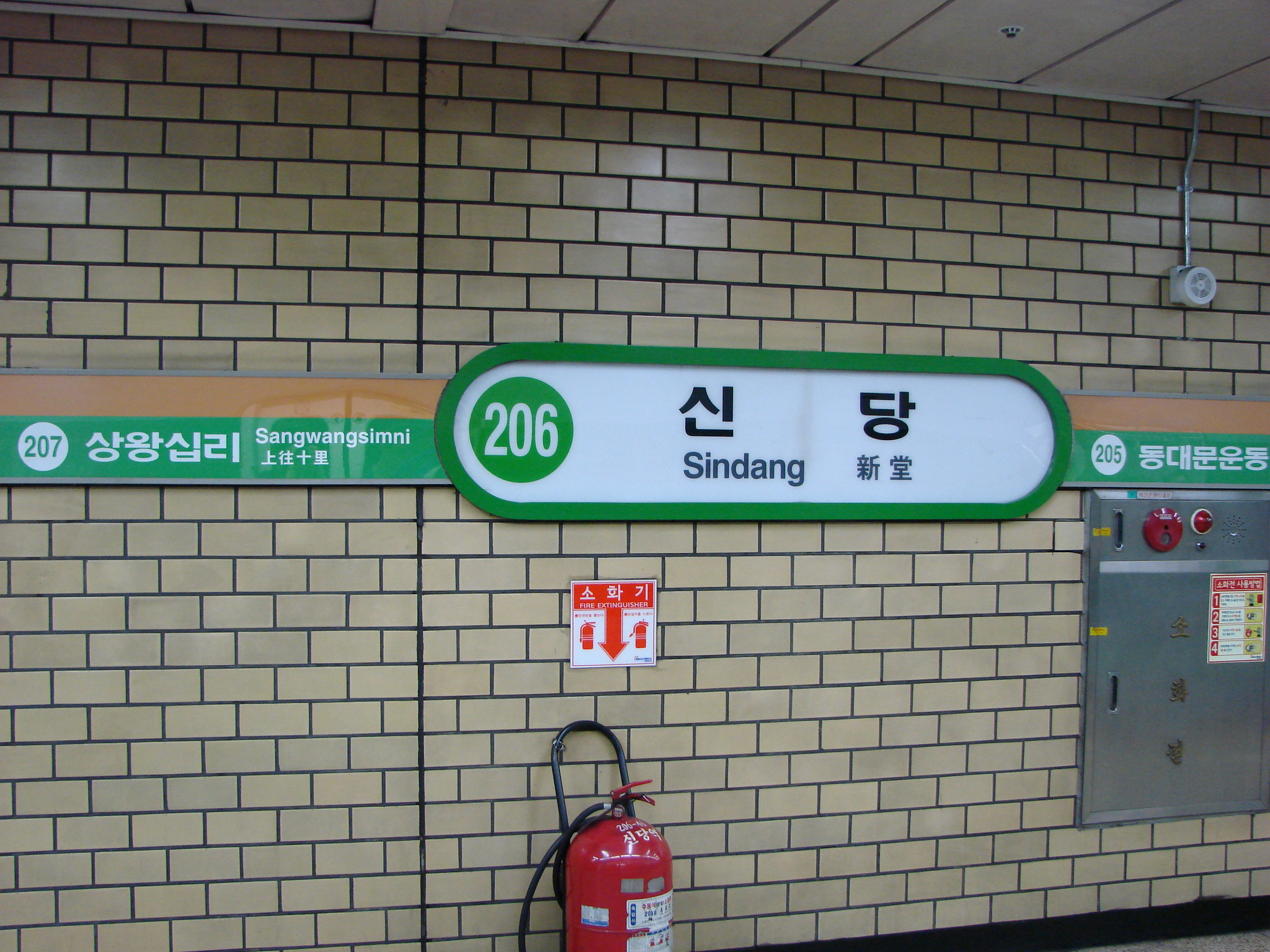
Bảng tên ga Tuyến 2
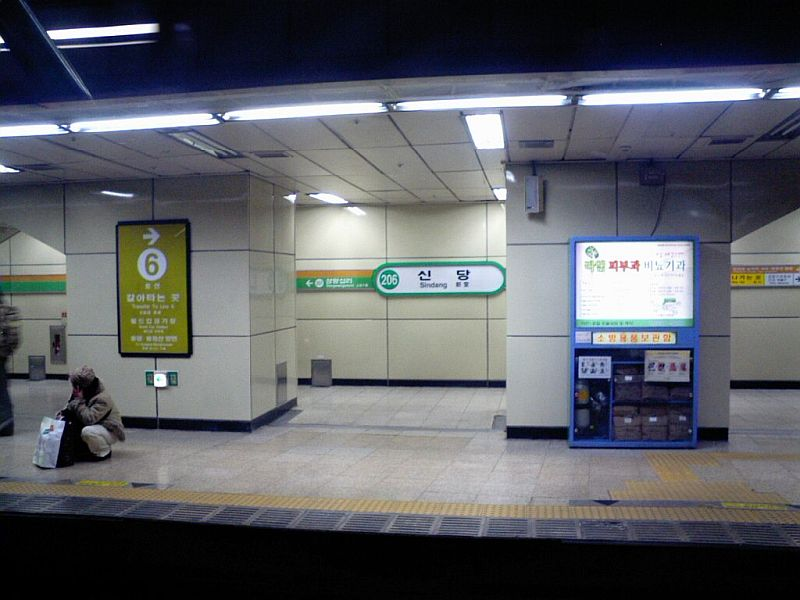
Sân ga Tuyến 2 (Trước khi lắp đặt cửa chắn)
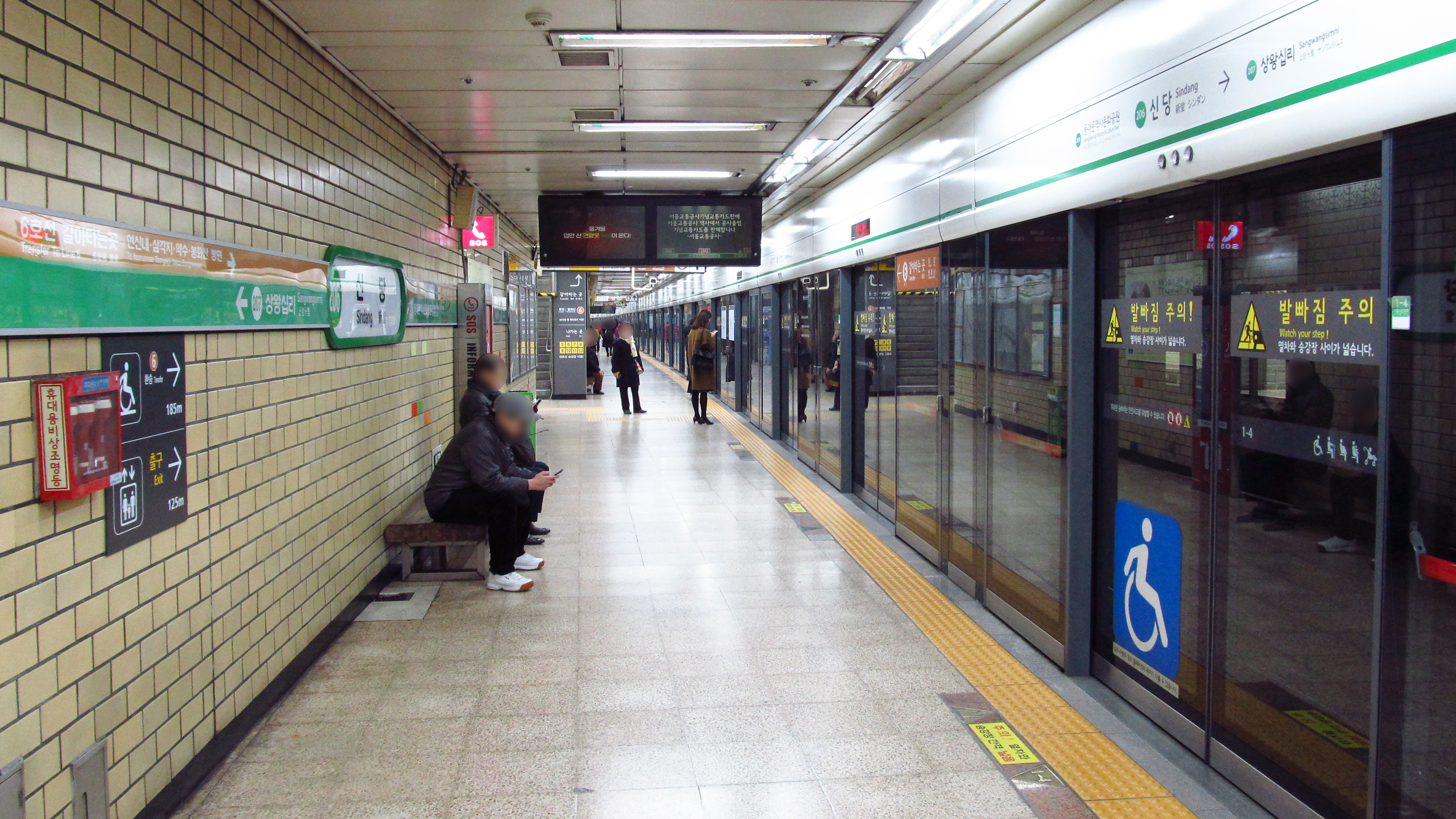
Sân ga Tuyến 2
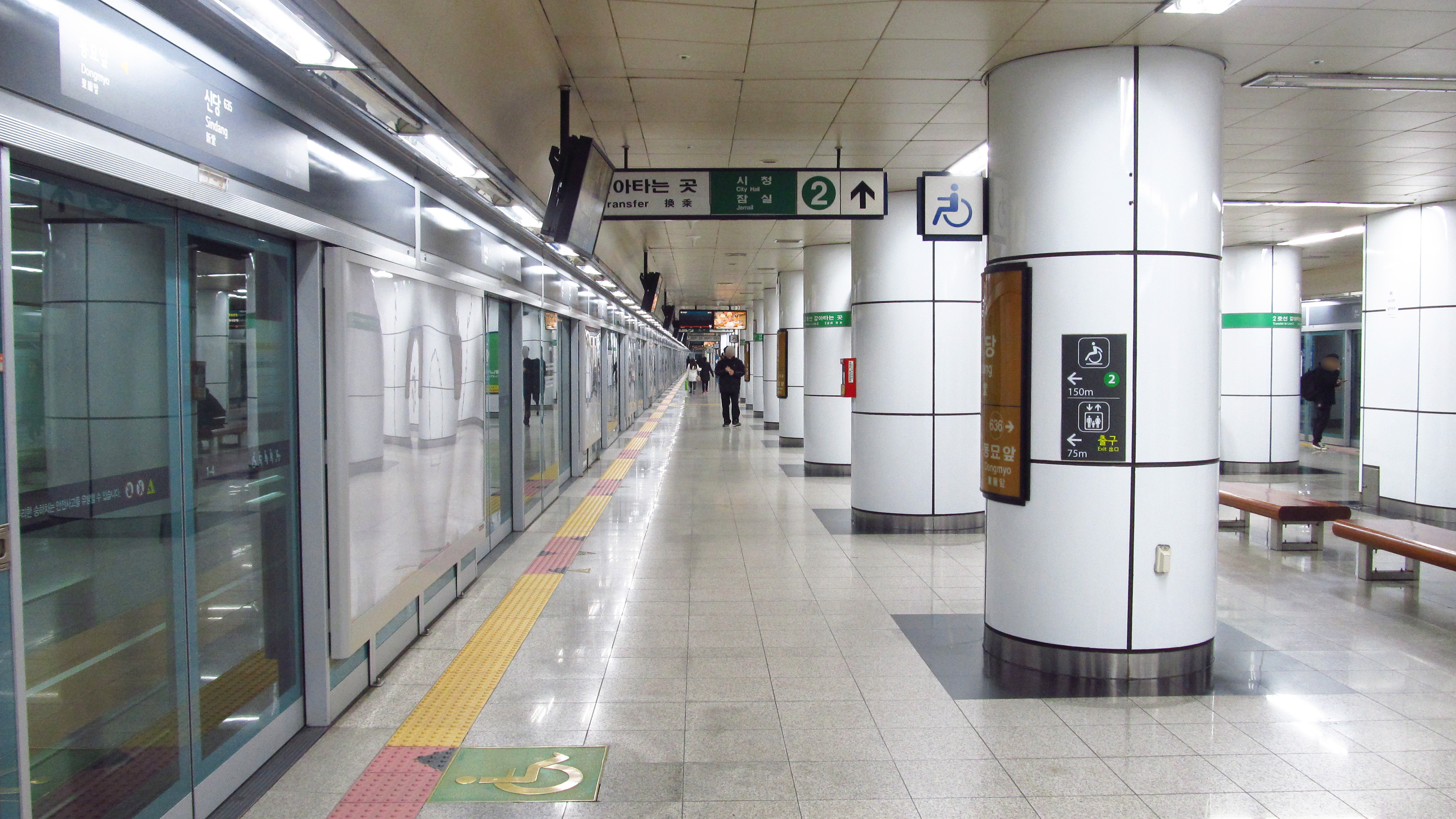
Sân ga Tuyến 6